# Paul Hart (Verwaltungsbeamter)
Paul Hart (* 24. November 1884 in Klein Ulbersdorf, Landkreis Groß Wartenberg; † 31. Januar 1970 in Berlin) war ein deutscher Verwaltungsbeamter und Politiker.

## Leben
Nach dem Gymnasium studierte Hart an der Universität Berlin Volkswirtschaft und trat 1905 in die Kommunalverwaltung der Stadt Charlottenburg ein. Seit 1907 war er Mitglied der Berliner Burschenschaft Gothia. 1919 wechselte er in das Preußische Wohlfahrtsministerium. 1921 wurde er Bürgermeister der altmärkischen Stadt Oebisfelde und von 1922 bis zu seiner Absetzung 1933 war er Bürgermeister von Meseritz. In der Zeit des Nationalsozialismus war er als Syndikus in der Industrie tätig.

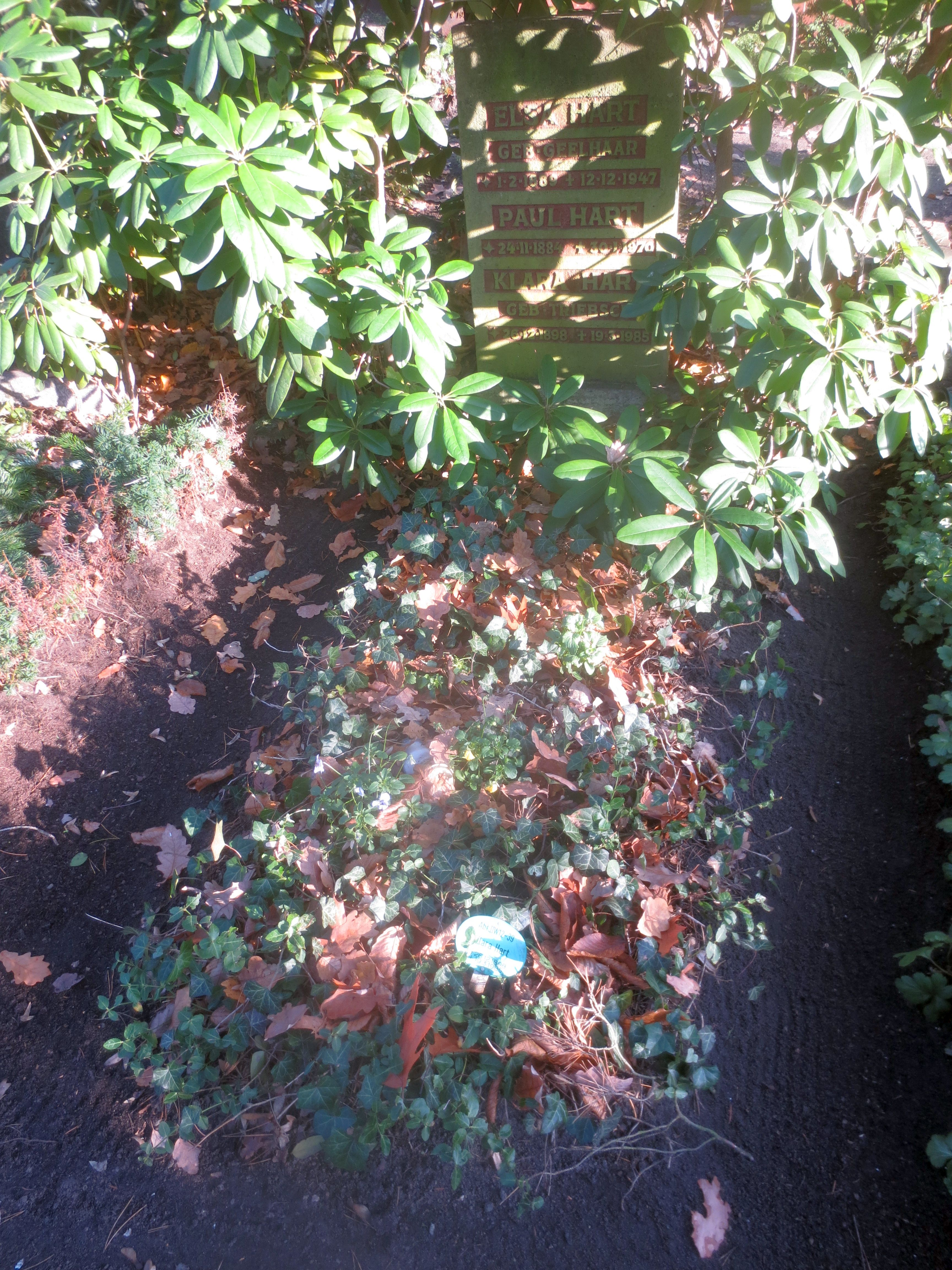
Grab von Paul Hart auf dem Friedhof Heerstraße in Berlin-Westend

Nach Ende des Zweiten Weltkriegs war er zunächst Mitarbeiter in der kirchlichen Finanzverwaltung, später Referent und Dezernent bei der Stadt Berlin. Von 1949 an war er zunächst leitender Magistratsdirektor der Abteilung Arbeit des Magistrats von Berlin und wurde dann vom ersten Berliner Senat zum Senatsdirektor (heute Staatssekretär) beim Senator für Arbeit bestellt.
Paul Hart starb Ende Januar 1970 im Alter von 85 Jahren in Berlin. Sein Grab befindet sich auf dem landeseigenen Friedhof Heerstraße in Berlin-Westend.

## Ehrungen
- 1955: Großes Verdienstkreuz der Bundesrepublik Deutschland

## Werke
- Die wirtschaftlichen Aufgaben der Kleinstädte. Dietrich, Gautzsch b. Leipzig 1913